# Raceauto

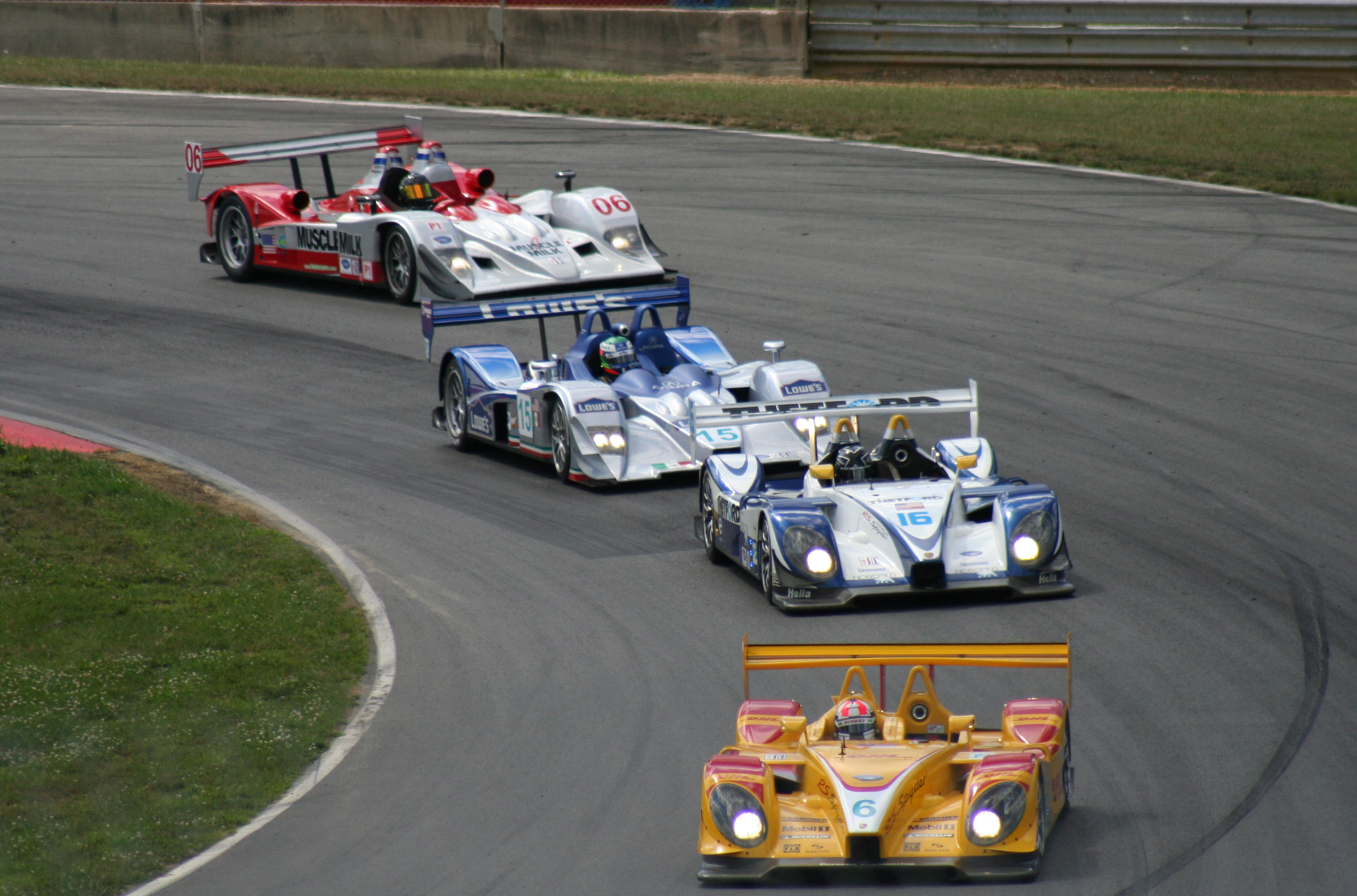
Moderne LMP2-raceauto in de American Le Mans Series

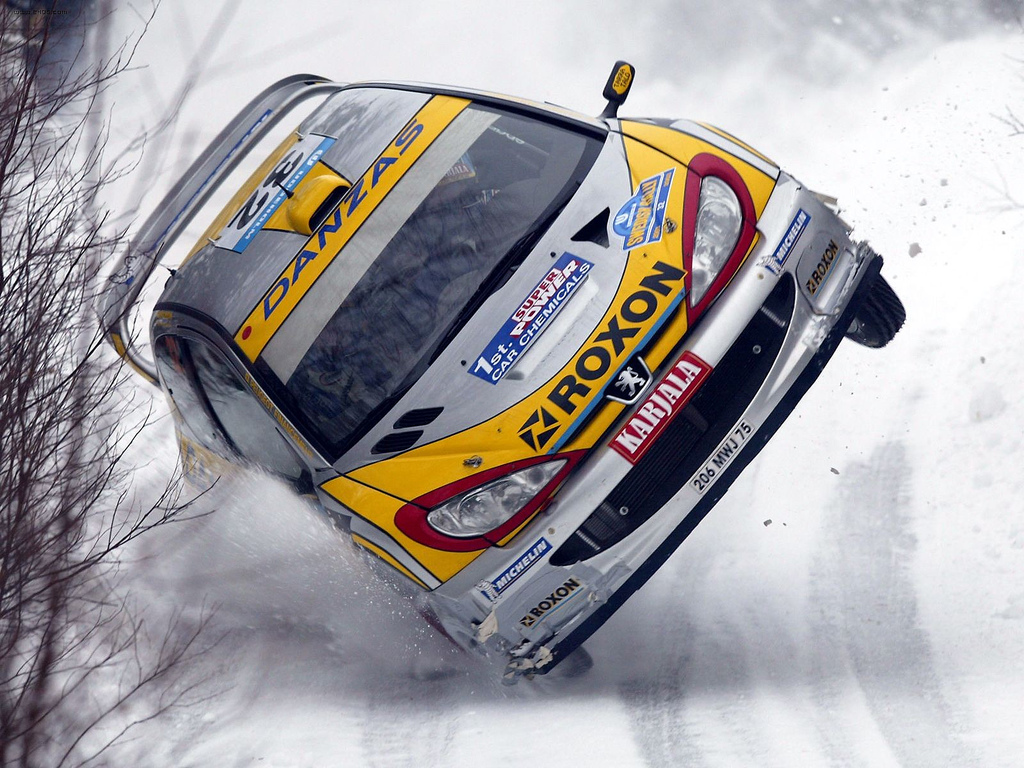
Een Peugeot 206 World Rally Car op de sneeuw met coureur Juuso Pykälistö achter het stuur, tijdens de Rally van Zweden van 2003

Een raceauto of racewagen, soms renwagen genoemd, is een auto die is uitgerust voor het beoefenen van autosport. Doorgaans zijn deze auto's zeer kostbaar, vanwege de geavanceerde en hoogstaande technologische materialen die de auto kan bevatten. 
Bij een racewagen speelt de aerodynamica een grote rol. Formule 1-auto's zijn bijvoorbeeld zeer aerodynamisch gebouwd om bij maximumsnelheden zo weinig mogelijk luchtweerstand te hebben.
Bij raceauto's is de motor krachtiger dan bij gewone personenwagens. Deze kracht wordt met behulp van techniek vergroot, tot soms wel 10 keer die van een normale auto.
Er bestaan ook raceauto's die minder geavanceerd zijn. Deze worden vaak gebruikt in wedstrijden waarbij alle deelnemers in hetzelfde type auto rijden. De winnaar van dit soort races kan zich hier alleen onderscheiden door zijn rijstijl en niet door de raceauto zelf.

## Bestanddelen
Een raceauto bestaat tegenwoordig dikwijls op de volgende manier opgebouwd:
- Een krachtige motor
- Aerodynamische vorm
- Een spoiler, zowel voor als achter
- Veiligheidsvoorzieningen zoals een rolkooi, kuipstoelen, zespuntsgordel, blusinstallatie etc.
- Brede en gladde banden, met een speciaal profiel, of zelfs zonder profiel

## Geschiedenis
Vrijwel direct na de uitvinding van de auto werden er races gehouden. Het waren aanvankelijk de kranten die de races organiseerden, niet veel verschillend van de door hen georganiseerde wielerwedstrijden. Vroege wedstrijden waren vaak langeafstandsraces, zoals de race Peking-Parijs, Parijs-Amsterdam-Parijs e.d. Het is niet verbazend dat veel van deze races gehouden werden in Frankrijk, want het was vooral Frankrijk dat in de beginjaren voor de ontwikkeling van de automobiel zorgde. Merken als Peugeot, Panhard, De Dion-Bouton en Renault schreven vaak auto's in. Races werden gebruikt voor promotie van automerken, waarin prestatie of betrouwbaarheid centraal stonden.
In Nederland werd na de dramatisch verlopen race Parijs-Amsterdam-Parijs het autoracen voor lange tijd verboden. Wel werden zogenoemde toerritten gehouden, zoals de Toer van Nederland om betrouwbaarheid van auto's aan te tonen.
Aanvankelijk bouwde men auto's met grotere motoren, tot soms meer dan 16 liter cilinderinhoud. Op een gegeven moment merkte men dat eenvoudigweg meer inhoud niet meer zorgde voor een toename van snelheid. Andere innovaties, zoals de compressor, brandstofinjectie en nog later aerofoils (spoilers) en turbocompressors. Veiligheid werd lang over het hoofd gezien en beschouwd als een risico dat erbij hoorde. De veiligheidsmaatregelen die er waren werden soms niet aangehouden. Zo stierf Carel Godin de Beaufort doordat hij zijn veiligheidsriem niet om had. Ongelukken zoals de ramp van 1955 in Le Mans en de dood van Roger Williamson zorgden voor een enorme toename van de veiligheid in de sport. Het rampenweekend in Imola van 1994 zorgde voor een hernieuwde aandacht voor veiligheid. Het zogenoemde HANS-systeem, dat de nek beschermt, werd ingevoerd en cockpitranden werden hoger, circuits werden aangepast.

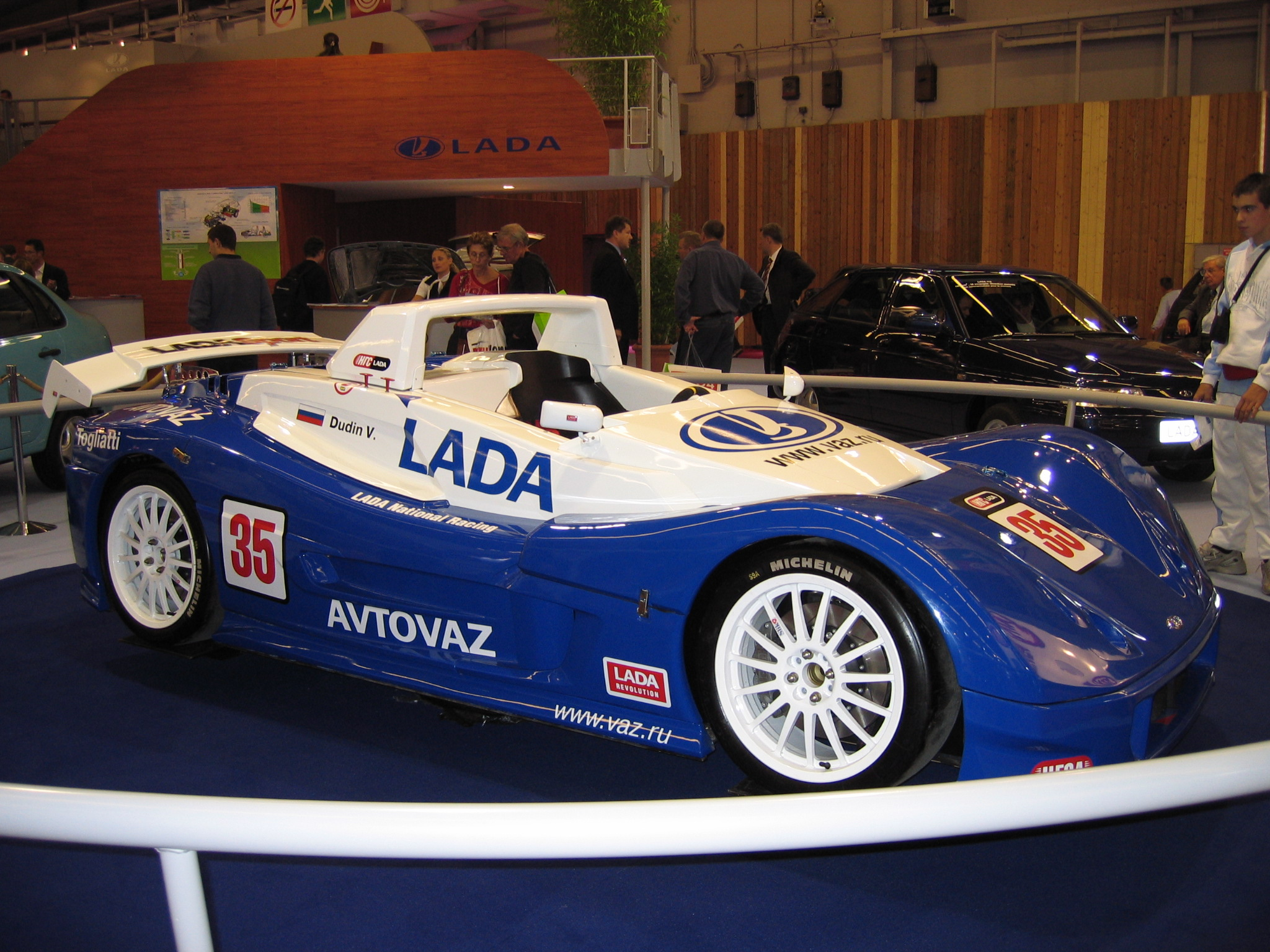
Lada Revolution (Russisch)
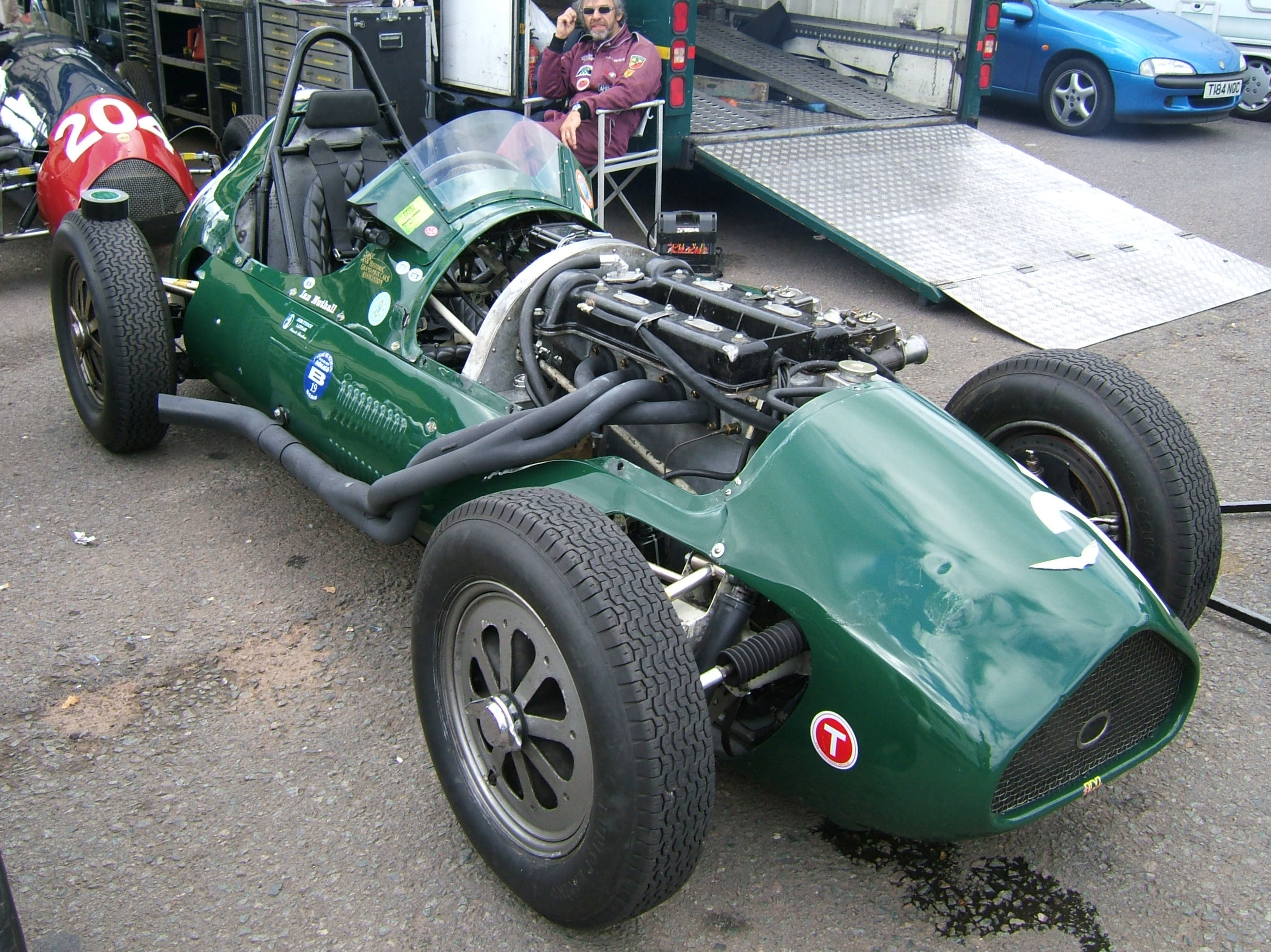
Alta F2 (Brits)
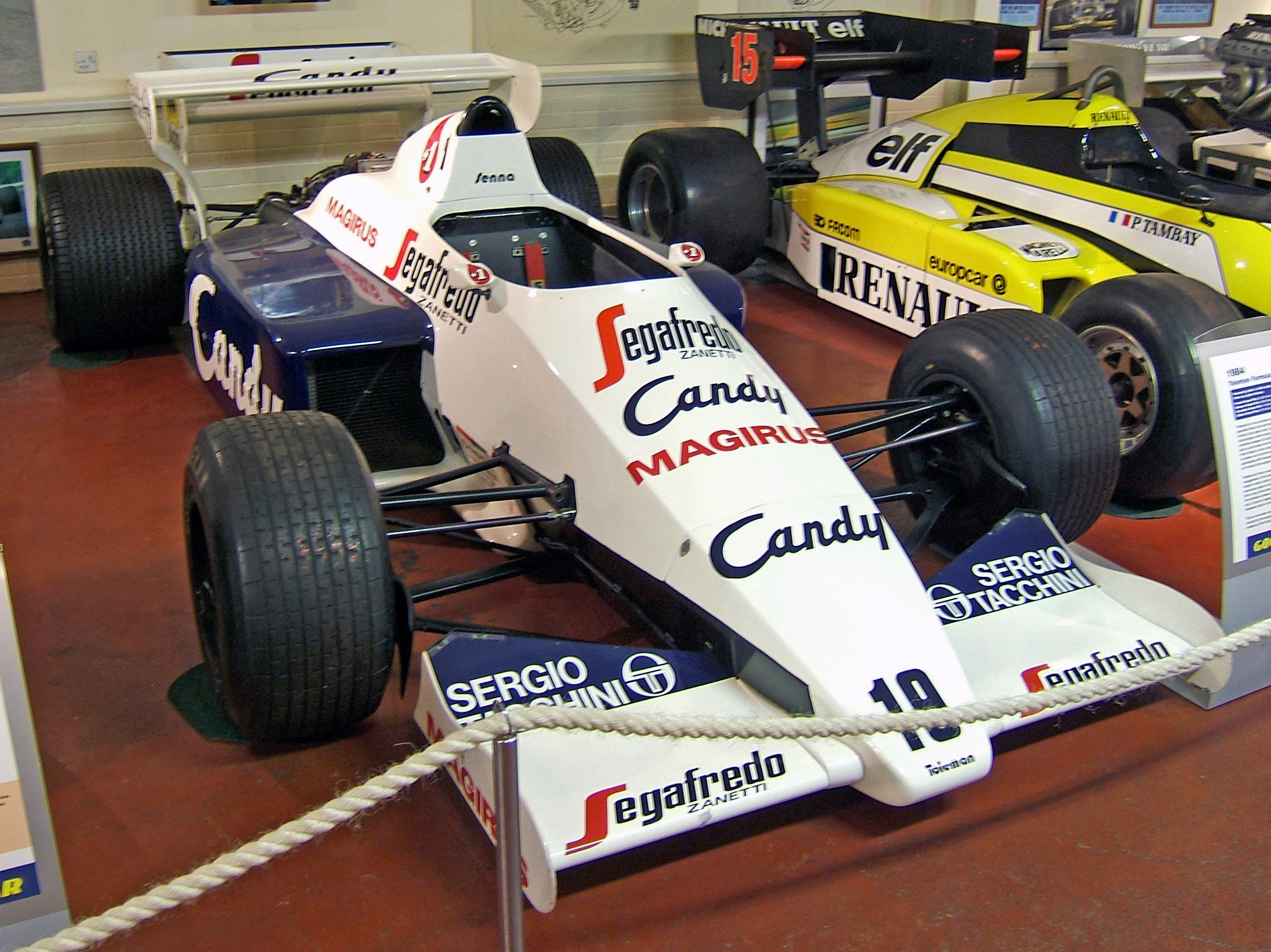
Toleman TG184 (Brits)
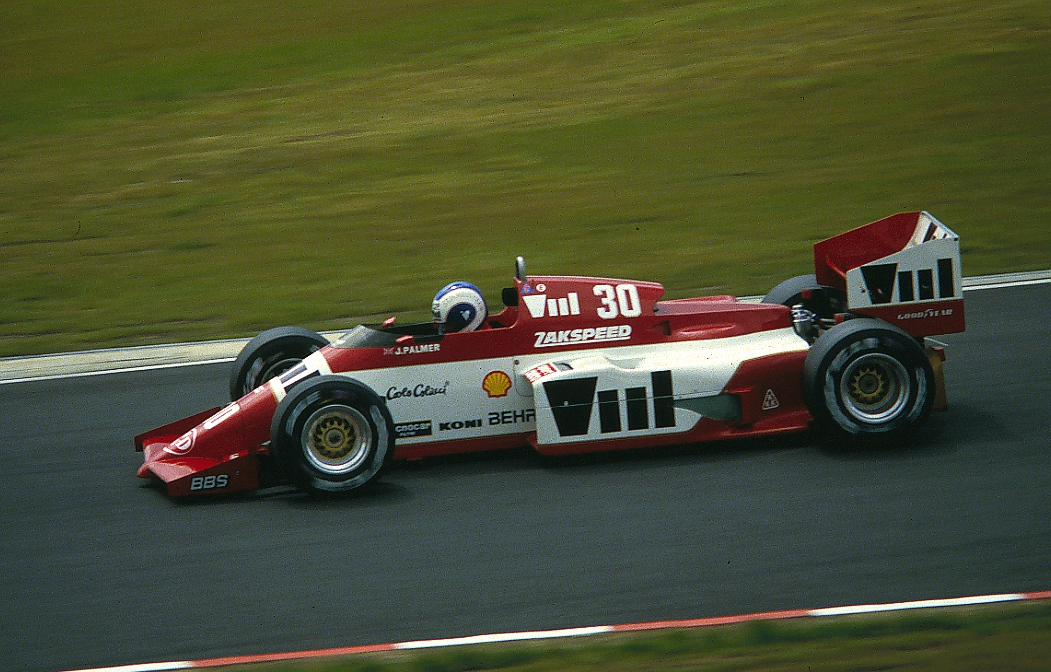
Zakspeed 841 (Duits)